# 讷尔
讷尔（法語：Neure，法語發音：[nœʁ]）是法国阿列省的一个市镇，位于该省北部，属于穆兰区。

## 地理
讷尔（46°44'48"N, 2°58'50"E）面积11.97 平方千米，位于法国奥弗涅-罗讷-阿尔卑斯大区阿列省，该省份为法国中部省份，北起涅夫勒省、西北接谢尔省，西南至克勒兹省，南至多姆山省，东南临卢瓦尔省，东临索恩-卢瓦尔省。
与讷尔接壤的市镇（或旧市镇、城区）包括：阿列河畔堡、吕尔西莱维、普济-梅桑日、勒沃德尔。

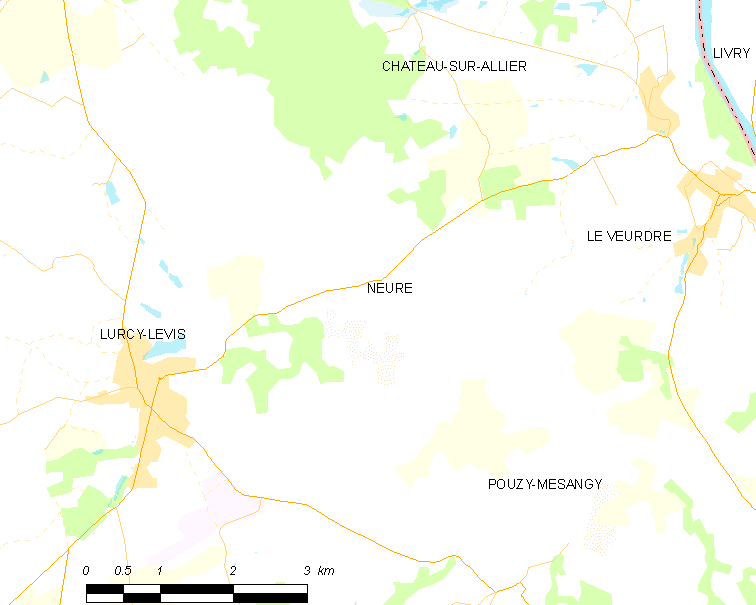
讷尔的OSM定位图

讷尔的时区为UTC+01:00、UTC+02:00（夏令时）。

## 行政
讷尔的邮政编码为03320，INSEE市镇编码为03198。

## 政治
讷尔所属的省级选区为波旁拉尔尚博县。

## 人口

1962-2008年间讷尔人口变化图示

讷尔于2022年1月1日时的人口数量为201人。